# Cyanotis flexuosa
Cyanotis flexuosa là một loài thực vật có hoa trong họ Commelinaceae. Loài này được C.B.Clarke mô tả khoa học đầu tiên năm 1901.